# Президентские выборы в Италии (1955)
Президентские выборы в Италии 1955 года проходили в соответствии с Конституцией. Согласно статье 83 Конституции, выборы президента Италии осуществляются парламентом на совместном заседании его членов. Для избрания кандидат должен получить большинство в две трети голосов членов собрания. После третьего голосования достаточно абсолютного большинства.
Выборы проходили 28-29 апреля, для избрания президента потребовалось 4 тура голосования. В 4-м туре победу одержал Джованни Гронки.

## 28 апреля 1955

### 1 тур
Присутствовало: 815, голосовало: 815, воздержались: 0.
Число голосов, необходимое для избрания: 562.
| Кандидат                   | Число голосов |
| -------------------------- | ------------- |
| Ферруччо Парри             | 308           |
| Чезаре Мердзагора          | 228           |
| Луиджи Эйнауди             | 120           |
| Джованни Гронки            | 30            |
| Антонио Сеньи              | 12            |
| Пустые бюллетени           | 89            |
| Отсутствующие бюллетени    | 23            |
| Недействительные бюллетени | 5             |

Ни один из кандидатов не набрал требуемого числа голосов, поэтому был назначен 2-й тур.

### 2 тур
Присутствовало: 808, голосовало: 808, воздержались: 0.
Число голосов, необходимое для избрания: 562.
| Кандидат                   | Число голосов |
| -------------------------- | ------------- |
| Чезаре Мердзагора          | 225           |
| Джованни Гронки            | 127           |
| Луиджи Эйнауди             | 80            |
| Антонио Сеньи              | 18            |
| Пустые бюллетени           | 332           |
| Отсутствующие бюллетени    | 24            |
| Недействительные бюллетени | 2             |

Ни один из кандидатов не набрал требуемого числа голосов, поэтому был назначен 3-й тур.

## 29 апреля 1955

### 3 тур
Присутствовало: 817, голосовало: 817, воздержались: 0.
Число голосов, необходимое для избрания: 562.
| Кандидат                   | Число голосов |
| -------------------------- | ------------- |
| Джованни Гронки            | 281           |
| Чезаре Мердзагора          | 245           |
| Луиджи Эйнауди             | 61            |
| Антонио Сеньи              | 14            |
| Раффаэле Де Каро           | 14            |
| Пустые бюллетени           | 195           |
| Отсутствующие бюллетени    | 7             |
| Недействительные бюллетени | 2             |

Ни один из кандидатов не набрал требуемого числа голосов, поэтому был назначен 4-й тур.

### 4 тур
Присутствовало: 833, голосовало: 833, воздержались: 0.
Число голосов, необходимое для избрания: 422.
| Кандидат                   | Число голосов |
| -------------------------- | ------------- |
| Джованни Гронки            | 658           |
| Луиджи Эйнауди             | 70            |
| Пустые бюллетени           | 92            |
| Отсутствующие бюллетени    | 11            |
| Недействительные бюллетени | 2             |

Итог: Джованни Гронки избран президентом Итальянской республики.